# لیند (باد نوین‌آر-آروایلار)
لیند (به آلمانی: Lind) یک شهر در آلمان است که در اهرویلر واقع شده‌است. لیند ۵۸۸ نفر جمعیت دارد.